# Meghann Shaughnessy
Meghann Shaughnessy, född 13 april 1979 i Richmond i Virginia, är en amerikansk högerhänt professionell tennisspelare.

## Tenniskarriär
Meghann Shaughnessy blev professionell spelare på WTA-touren i april 1996. Hon har till oktober 2007 vunnit 6 singel- och 15 dubbeltitlar på touren och dessutom 6 singel- och 2 dubbeltitlar i ITF-arrangerade turneringar. Bland meriterna märks dubbeltiteln i WTA Tour Championships 2004 som hon vann tillsammans med ryskan Nadia Petrova genom finalseger över spelarparet Cara Black/Rennae Stubbs. Som bäst rankades Shaughnessy på 11 plats i singel (september 2001) och på 4 plats i dubbel (mars 2005). Hon har i prispengar spelat in $3 626 034. 
Meghann Shaughnessy vann sina första internationella 6 singeltitlar i ITF-arrangerade turneringar perioden 1995-2000. Sin första WTA-tourtitel i singel vann hon 2000 i Shanghai då hon finalbesegrade Iroda Tulyaganova från Uzbekistan med 7-6 7-5. Säsongen därpå vann hon singeltiteln i Québec genom finalseger över kroatiskan Iva Majoli (6-1, 6-3). Sin tredje tourtitel i singel vann hon 2003 i Canberra, då hon finalvann över italienskan Francesca Schiavone.  
Det dröjde ända till maj 2006 innan hon vann sin fjärde singeltitel. I grusturneringen i Rabat nådde hon finalen och mötte där Martina Sucha som hon besegrade med 6-2 3-6 6-3. I augusti samma år vann hon Forest Hills Tennis Classic i Forest Hills genom finalseger över Anna Smashnova och i juni 2007 vann hon i Barcelona (finalseger över Edina Gallovits med 6-3 6-2). I olika singelturneringar har hon noterat segrar över spelare som Venus Williams, Justine Henin och Monica Seles. 
I dubbel har Shaughnessy haft ännu större framgångar än som singelspelare. Hennes främsta meriter är segrarna i säsongsavslutande WTA Tour Championships och Italienska öppna 2004 tillsammans med Nadia Petrova. Åtta av hennes dubbeltitlar på touren har hon vunnit med Petrova. De senaste två säsongerna har hon vunnit tre dubbeltitlar tillsammans med tyskan Anna-Lena Grönefeld.  
Meghann Shaughnessy deltog i det amerikanska Fed Cup-laget 2002-03. Hon har spelat åtta matcher och vunnit fyra av dessa.

## Spelaren och personen
Meghann Shaughnessy tränas av Andrew Florent som tidigare var proffs på ATP-touren. Hon har ett spel som kännetecknas av en kraftfull serve och förmåga att slå effektiva slag från hela banan (engelska; all-court game). Hennes spel är särskilt lämpat för hard-courtunderlag.  
Vid sidan av tennisen tycker hon om att åka vattenskidor.

## Grand Slam-titlar

### WTA-titlar

#### Singel
- 2007 - Barcelona
- 2006 - Rabat, Forest Hills
- 2003 - Canberra
- 2001 - Québec City
- 2000 - Shanghai

#### Dubbel
- 2007 - Sydney (med Anna-Lena Grönefeld)
- 2006 - Gold Coast (med Dinara Safina), Acapulco (med Anna-Lena Grönefeld)
- 2005 - Bali (med Anna-Lena Grönefeld)
- 2004 - WTA Tour Championships, Miami, Amelia Island, Berlin, Rom, Los Angeles, New Haven (alla med Nadia Petrova)
- 2003 - Moskva (med Nadia Petrova)
- 2002 - Gold Coast (med Justine Henin)
- 2001 - Berlin (med Els Callens)
- 2000 - Québec City (med Nicole Pratt)

### Webbkällor
- WTA, spelarprofil